# セルビア公国 (近代)

セルビア公国
Кнежевина Србија (セルビア語)

国歌: Востани Сербіє（セルビア語）
セルビア公国の地図（1878年）

セルビア公国（セルビアこうこく、セルビア語 : Кнежевина Србија）は、1817年から1882年にかけてバルカン半島に存在した国家。1878年まではオスマン帝国の宗主権下にあり、1882年に君主が正式に「国王」を宣言して王制に移行した。

## 歴史

### 自治公国時代
カラジョルジェを指導者とする第一次セルビア蜂起（1804年 - 1813年）が露土戦争の終結により失敗し、一時的にオスマン帝国による支配が復活した後、1815年に豚商人のミロシュ・オブレノヴィッチを指導者とする第二次セルビア蜂起が起こる。この第二次セルビア蜂起の結果、1817年にミロシュはオスマン帝国からセルビアの公の地位を認められ、セルビア公国が成立する。この時点でのセルビア公国は、オスマン帝国のかつてのベオグラード県（シュマディア地方）をその領域として成立した。
その後の交渉の結果、1830年にセルビアは完全自治を承認され、オブレノヴィッチ家によるセルビア公の地位の世襲も認められた。また、1833年には領土の拡大が認められるとともに、宗主国オスマン帝国への貢納が定められた。一方、国内では中央集権化を目指すミロシュと、従来からの村落自治による分権的体制を維持したい村落のリーダー（クネズと呼ばれる）などとの対立が激しさを増し、政治の混乱を招いていた。クネズなどの反ミロシュ派は立憲制の導入を求め、憲法による公の権力の制限と分権の維持を目指した。
ミロシュは憲法制定に抵抗し続けたが、1838年に憲法がオスマン帝国の勅令の形で公布されると、翌年にはミロシュは退位を余儀なくされ、息子ミラン・オブレノヴィッチ2世に譲位した。しかし程なくしてミランが亡くなったため、後継者を中央集権派が担ぐオブレノヴィッチ家から出すか、分権派が担ぐカラジョルジェヴィッチ家から出すかで再び混乱が起こる。一度はミランの弟ミハイロ・オブレノヴィッチ3世がセルビア公となったものの、1842年にクーデターが起こり、カラジョルジェ・ペトロヴィッチの息子であるアレクサンダル・カラジョルジェヴィッチがセルビア公となった。
この時アレクサンダルを担いでクーデターを行った勢力は、1838年憲法の擁護を掲げたことから「護憲党」と呼ばれる。護憲党による政治のもとで、ようやくセルビアにも安定が訪れ、近代的国家制度の整備が進められることになった。この護憲党の時代には国立銀行の設立や民法の導入などが行われ、官僚制と近代的な学校制度も整備された。近代的学校を卒業し、官僚となった人々は従来の政治の担い手であった地方の名望家に代わる新たなエリートとなり、やがて自由主義的な指向を持つ彼らが新たな政治勢力として登場してくることになる。
また、1844年には外務大臣のイリヤ・ガラシャニンによって「ナチェルターニェ　Načertanije」（「覚書」）と呼ばれる秘密文書が作成された。「ナチェルターニェ」で示された方針とは、近い将来にオスマン帝国が崩壊すると仮定した上で、その際にはロシアとオーストリアの介入を防ぎつつ、中世のセルビア王国の領域に基づいたセルビア人の一大独立国家を、セルビア公国が自らの手で建設しようとするものである。「ナチェルターニェ」はチャルトリスキ派の亡命ポーランド人の支援を受けて作成されたといわれ、以後のセルビア外交の指針となった。
この「ナチェルターニェ」で示されている政治思想は、当時まだオスマン帝国の支配下にあったボスニアやヘルツェゴビナ、オーストリア＝ハンガリー帝国の領域にあったヴォイヴォディナなどに存在するセルビア人コミュニティをセルビアの領域に併合しようというものであり、このような政治思想を「大セルビア主義」という。この思想はやがてカトリックを信仰するクロアチア人やムスリムであるボシュニャクといった、宗教は異なるものの言語をほぼ同じくする全ての南スラブ人コミュニティの統合を目指す思想へと発展していく。

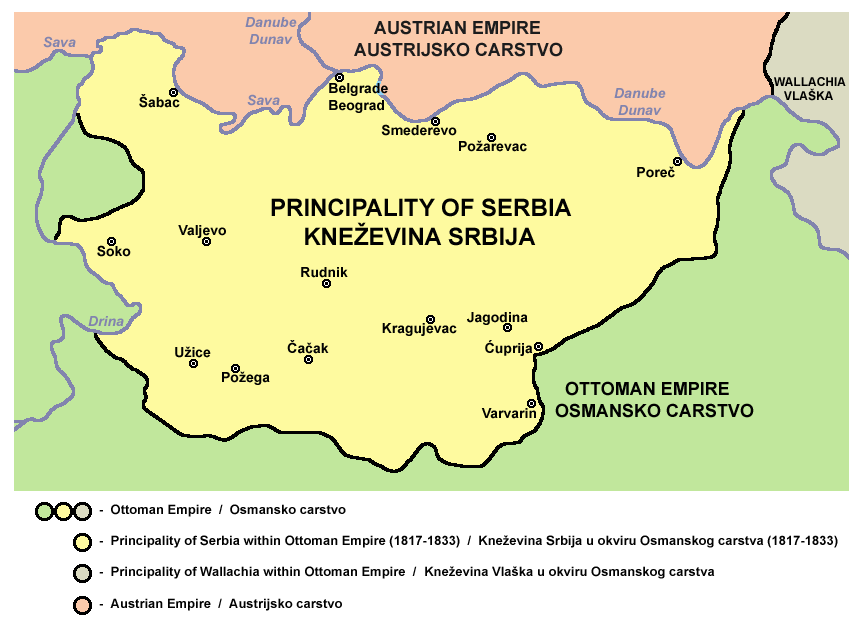
国境の変遷（1817年）
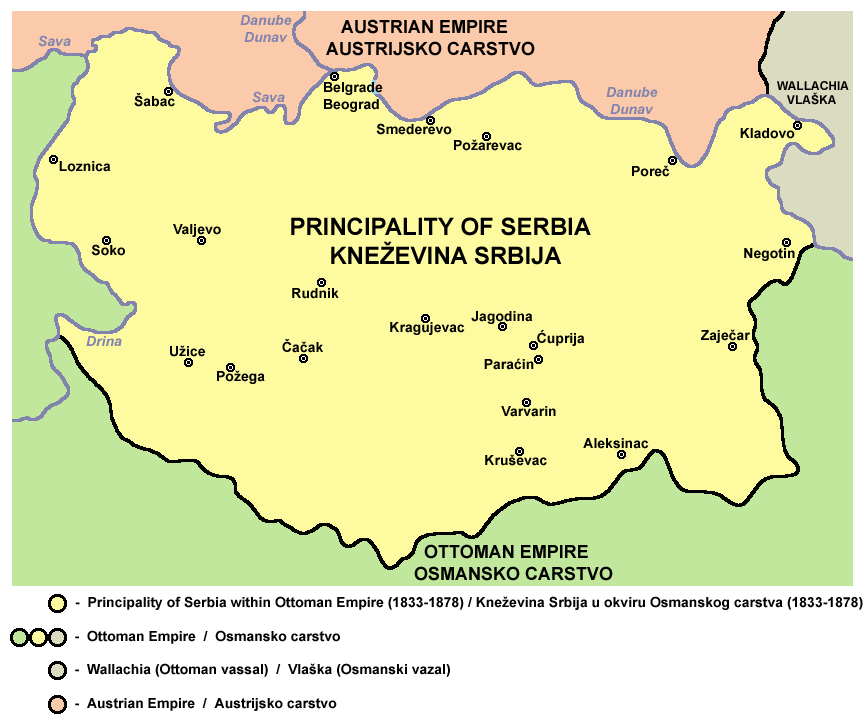
国境の変遷（1833年）

分権派に担がれて公位に就いたアレクサンダルだが、徐々に中央集権化を指向するようになり、再び地方の分権派の不満が高まっていった。1858年に議会が召集されると、かつてとは異なり分権派はオブレノヴィッチ家のもとに集結し、アレクサンダルの廃位とミロシュ・オブレノヴィッチの復位が決定した。1860年にはミロシュの後を継ぎ、ミハイロが再びセルビア公となる。分権派の支持のもとで再び公位を得たオブレノヴィッチ家であったが、ミハイロは実際には専制的な中央集権化を進めてゆく。
ミハイロは将来の完全独立を見据えた軍備増強を図るとともに、対オスマン帝国戦を意識して1866年にモンテネグロと、後にはギリシアとも同盟を結んだほか、ルーマニアとは友好条約を締結した。また、1867年にはセルビア領内に駐屯していた最後のオスマン軍部隊を撤退させることに成功した。他にもブルガリア人の独立運動への支援や、クロアチアの民族政党との接触などの積極的な外交を展開した。一方国内では強権的な政治姿勢に対する反感が募り、1868年にミハイロは暗殺された。また、ミハイロが推し進めた近隣国との同盟は死後ほとんどが形骸化した。
ミハイロが暗殺されたことにより、ミハイロの従弟の息子に当たるミラン・オブレノヴィッチ4世が新たなセルビア公となった。翌1869年、自由主義派のヨヴァン・リスティッチが中心となって新憲法が制定され、これにより立法権を持つ一院制の議会が毎年召集されるようになった（それまでの議会は不定期開催であった）。新憲法で議会政治の枠組みが定められたことは、近代的な政党の誕生を促す結果を生み、こうして新憲法下で保守派と自由主義派の対立の構図がより明確な形で現れてくることになる。このような状況の中で、オスマン帝国との戦争を迎えることとなった。

### 独立公国時代
1875年にヘルツェゴヴィナ蜂起が起こると、セルビアは資金援助などを行った。しかしオスマン帝国との開戦をめぐって国内の政治対立が起こる。開戦に消極的な公や保守派に対し、自由主義派は積極的に開戦を主張した。最終的に自由主義派が主導権を握り、1876年にオスマン帝国と開戦したが、戦力差は大きく休戦を余儀なくされた。しかしロシアが介入し、露土戦争が始まると状況が変わり、自由主義派内閣のもとで再び開戦する。結果戦勝国として、サン・ステファノ条約でルーマニア公国、モンテネグロ公国とともにオスマン帝国からの完全な独立と領土の拡大が認められた。
ところがこの条約は、イギリスとオーストリア＝ハンガリー帝国の猛烈な反発を買って取り消されることとなった。1878年、修正のためにベルリン会議が開かれ、セルビア、モンテネグロ、ルーマニアの3公国は改めて独立国と認められた（ベルリン条約）。セルビアは他にオスマン帝国からニシュなどを獲得した。
ベルリン会議の結果、セルビアに隣接するボスニアとヘルツェゴビナがオーストリア＝ハンガリーの占領下におかれたが、ロシアの非協力もありセルビアはオーストリア＝ハンガリーに接近していく。
1882年にはオーストリア＝ハンガリーの承認のもと、王制に移行しセルビア王国となった。

?セルビア公国時代の国旗（1835年）
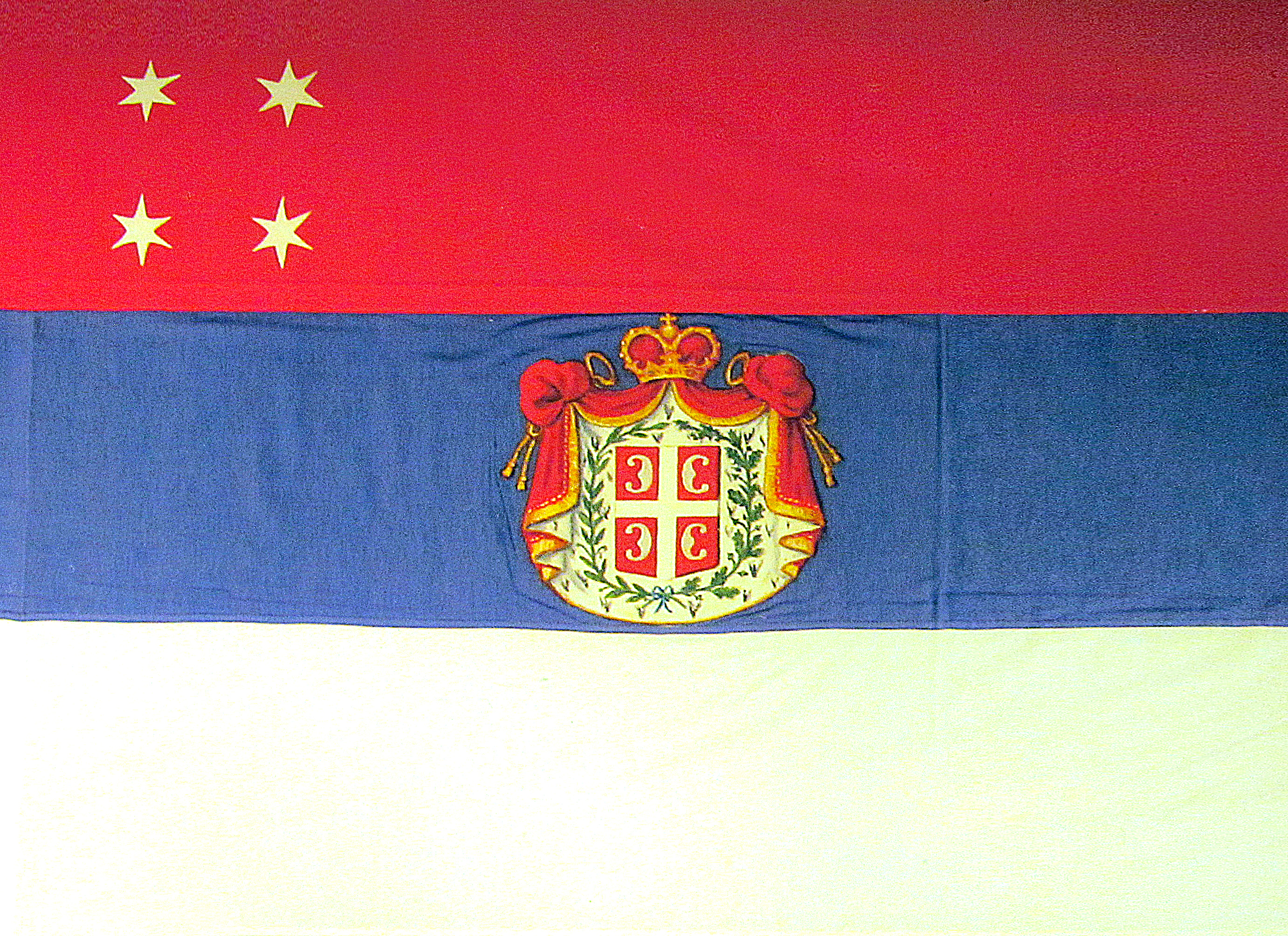
?セルビア公国時代の国旗（1839年）
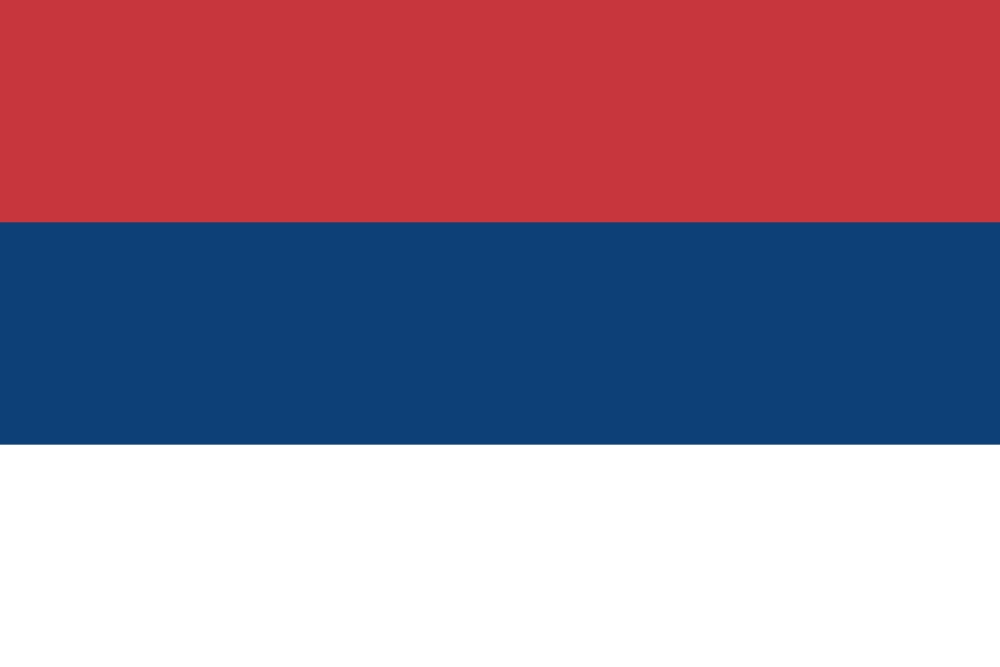
?セルビア公国時代の国旗(1839年-1882年)
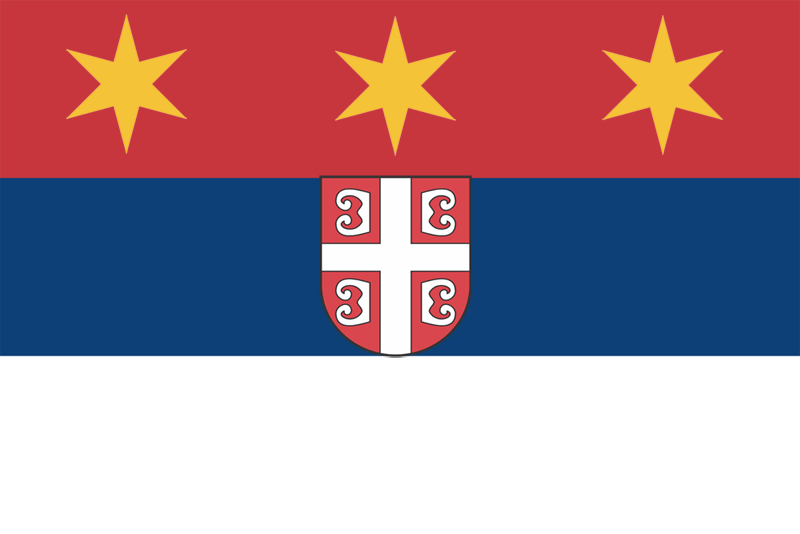
?セルビア公国の商船旗(1869年)

## 歴代君主（公）

### オブレノヴィッチ家
1. ミロシュ・オブレノヴィッチ1世（1817年 - 1839年）
2. ミラン・オブレノヴィッチ2世（1839年）
3. ミハイロ・オブレノヴィッチ3世（1839年 - 1842年）

### カラジョルジェヴィッチ家
1. アレクサンダル・カラジョルジェヴィッチ（1842年 - 1858年）

### オブレノヴィッチ家
1. ミロシュ・オブレノヴィッチ1世（復位、1858年 - 1860年）
2. ミハイロ・オブレノヴィッチ3世（復位、1860年 - 1868年）
3. ミラン・オブレノヴィッチ4世（1868年 - 1889年）※1882年以降は国王ミラン1世